# 1924 en Palestine mandataire
Chronologie de la Palestine
- 1920
- 1921
- 1922
- 1923
- 1924
- 1925
- 1926
- 1927
- 1928

Cette page concerne les évènements survenus en 1924 en Palestine mandataire :

## Évènements
- 30 juin : Jacob Israël de Haan, écrivain hollandais juif est assassiné à Jérusalem par la Haganah. Il avait pour « intention de former un mouvement antisioniste ».

## Création
- Hanoar Haoved Véhalomed, mouvement de la jeunesse.
- Herzliya, communauté agricole devenue ville.
- Université de Beir Zeit

## Sport
- Le Hapoël Haïfa (football) est créé.

## Naissances
- 11 janvier : Yehuda Perah (en), homme politique israélien (mort en 1998).
- 24 janvier : Hayim David HaLevi (en), Grand Rabbin de Tel Aviv (mort en 1998).
- 20 février : Moshe Wertman (en), homme politique israélien (mort en 2011).
- 7 décembre : Adi Bitar, juriste palestino-jordanien.
- Miriam Chaikin (en), écrivaine et poétesse.

## Décès
- 30 juin : Jacob Israël de Haan, écrivain néerlandais.